# Llista d'asteroides/177301-177400
| Nom      | Designació provisional | Data de descobriment   | Lloc de descobriment | Descobridor/s |
| -------- | ---------------------- | ---------------------- | -------------------- | ------------- |
| 177301 - | 2003 YA5               | 16 de desembre de 2003 | Catalina             | CSS           |
| 177302 - | 2003 YB7               | 17 de desembre de 2003 | Socorro              | LINEAR        |
| 177303 - | 2003 YG7               | 17 de desembre de 2003 | Kitt Peak            | Spacewatch    |
| 177304 - | 2003 YZ12              | 17 de desembre de 2003 | Anderson Mesa        | LONEOS        |
| 177305 - | 2003 YW14              | 17 de desembre de 2003 | Socorro              | LINEAR        |
| 177306 - | 2003 YE15              | 17 de desembre de 2003 | Socorro              | LINEAR        |
| 177307 - | 2003 YC18              | 16 de desembre de 2003 | Anderson Mesa        | LONEOS        |
| 177308 - | 2003 YR19              | 17 de desembre de 2003 | Kitt Peak            | Spacewatch    |
| 177309 - | 2003 YX19              | 17 de desembre de 2003 | Kitt Peak            | Spacewatch    |
| 177310 - | 2003 YD22              | 18 de desembre de 2003 | Socorro              | LINEAR        |
| 177311 - | 2003 YS29              | 17 de desembre de 2003 | Kitt Peak            | Spacewatch    |
| 177312 - | 2003 YC32              | 18 de desembre de 2003 | Socorro              | LINEAR        |
| 177313 - | 2003 YT32              | 16 de desembre de 2003 | Kitt Peak            | Spacewatch    |
| 177314 - | 2003 YE33              | 16 de desembre de 2003 | Catalina             | CSS           |
| 177315 - | 2003 YO33              | 17 de desembre de 2003 | Catalina             | CSS           |
| 177316 - | 2003 YY34              | 18 de desembre de 2003 | Socorro              | LINEAR        |
| 177317 - | 2003 YW35              | 19 de desembre de 2003 | Socorro              | LINEAR        |
| 177318 - | 2003 YR36              | 17 de desembre de 2003 | Palomar              | NEAT          |
| 177319 - | 2003 YS41              | 19 de desembre de 2003 | Kitt Peak            | Spacewatch    |
| 177320 - | 2003 YG42              | 19 de desembre de 2003 | Kitt Peak            | Spacewatch    |
| 177321 - | 2003 YT43              | 19 de desembre de 2003 | Socorro              | LINEAR        |
| 177322 - | 2003 YX43              | 19 de desembre de 2003 | Kitt Peak            | Spacewatch    |
| 177323 - | 2003 YO48              | 18 de desembre de 2003 | Socorro              | LINEAR        |
| 177324 - | 2003 YR48              | 18 de desembre de 2003 | Socorro              | LINEAR        |
| 177325 - | 2003 YJ49              | 18 de desembre de 2003 | Socorro              | LINEAR        |
| 177326 - | 2003 YN57              | 19 de desembre de 2003 | Socorro              | LINEAR        |
| 177327 - | 2003 YX57              | 19 de desembre de 2003 | Socorro              | LINEAR        |
| 177328 - | 2003 YC61              | 19 de desembre de 2003 | Socorro              | LINEAR        |
| 177329 - | 2003 YP62              | 19 de desembre de 2003 | Socorro              | LINEAR        |
| 177330 - | 2003 YR66              | 20 de desembre de 2003 | Socorro              | LINEAR        |
| 177331 - | 2003 YJ70              | 21 de desembre de 2003 | Haleakala            | NEAT          |
| 177332 - | 2003 YL70              | 21 de desembre de 2003 | Catalina             | CSS           |
| 177333 - | 2003 YH77              | 18 de desembre de 2003 | Socorro              | LINEAR        |
| 177334 - | 2003 YW78              | 18 de desembre de 2003 | Socorro              | LINEAR        |
| 177335 - | 2003 YZ87              | 19 de desembre de 2003 | Socorro              | LINEAR        |
| 177336 - | 2003 YS99              | 19 de desembre de 2003 | Socorro              | LINEAR        |
| 177337 - | 2003 YG100             | 19 de desembre de 2003 | Socorro              | LINEAR        |
| 177338 - | 2003 YN106             | 22 de desembre de 2003 | Kitt Peak            | Spacewatch    |
| 177339 - | 2003 YK114             | 25 de desembre de 2003 | Haleakala            | NEAT          |
| 177340 - | 2003 YO120             | 27 de desembre de 2003 | Socorro              | LINEAR        |
| 177341 - | 2003 YF123             | 27 de desembre de 2003 | Socorro              | LINEAR        |
| 177342 - | 2003 YX127             | 27 de desembre de 2003 | Socorro              | LINEAR        |
| 177343 - | 2003 YA128             | 27 de desembre de 2003 | Socorro              | LINEAR        |
| 177344 - | 2003 YN128             | 27 de desembre de 2003 | Socorro              | LINEAR        |
| 177345 - | 2003 YO128             | 27 de desembre de 2003 | Socorro              | LINEAR        |
| 177346 - | 2003 YG130             | 27 de desembre de 2003 | Socorro              | LINEAR        |
| 177347 - | 2003 YP133             | 28 de desembre de 2003 | Socorro              | LINEAR        |
| 177348 - | 2003 YP137             | 27 de desembre de 2003 | Socorro              | LINEAR        |
| 177349 - | 2003 YH138             | 27 de desembre de 2003 | Socorro              | LINEAR        |
| 177350 - | 2003 YA145             | 28 de desembre de 2003 | Socorro              | LINEAR        |
| 177351 - | 2003 YV149             | 29 de desembre de 2003 | Socorro              | LINEAR        |
| 177352 - | 2003 YL157             | 16 de desembre de 2003 | Kitt Peak            | Spacewatch    |
| 177353 - | 2003 YJ161             | 17 de desembre de 2003 | Socorro              | LINEAR        |
| 177354 - | 2003 YH180             | 18 de desembre de 2003 | Kitt Peak            | Spacewatch    |
| 177355 - | 2004 AP1               | 12 de gener de 2004    | Palomar              | NEAT          |
| 177356 - | 2004 AV3               | 13 de gener de 2004    | Anderson Mesa        | LONEOS        |
| 177357 - | 2004 AM5               | 13 de gener de 2004    | Anderson Mesa        | LONEOS        |
| 177358 - | 2004 AA10              | 15 de gener de 2004    | Kitt Peak            | Spacewatch    |
| 177359 - | 2004 BT3               | 16 de gener de 2004    | Palomar              | NEAT          |
| 177360 - | 2004 BU4               | 16 de gener de 2004    | Palomar              | NEAT          |
| 177361 - | 2004 BW5               | 16 de gener de 2004    | Kitt Peak            | Spacewatch    |
| 177362 - | 2004 BZ5               | 16 de gener de 2004    | Kitt Peak            | Spacewatch    |
| 177363 - | 2004 BS11              | 16 de gener de 2004    | Palomar              | NEAT          |
| 177364 - | 2004 BF15              | 16 de gener de 2004    | Kitt Peak            | Spacewatch    |
| 177365 - | 2004 BM15              | 16 de gener de 2004    | Kitt Peak            | Spacewatch    |
| 177366 - | 2004 BM19              | 17 de gener de 2004    | Palomar              | NEAT          |
| 177367 - | 2004 BD20              | 18 de gener de 2004    | Palomar              | NEAT          |
| 177368 - | 2004 BH24              | 19 de gener de 2004    | Anderson Mesa        | LONEOS        |
| 177369 - | 2004 BQ28              | 18 de gener de 2004    | Palomar              | NEAT          |
| 177370 - | 2004 BT31              | 19 de gener de 2004    | Anderson Mesa        | LONEOS        |
| 177371 - | 2004 BY33              | 19 de gener de 2004    | Kitt Peak            | Spacewatch    |
| 177372 - | 2004 BE36              | 19 de gener de 2004    | Kitt Peak            | Spacewatch    |
| 177373 - | 2004 BB37              | 19 de gener de 2004    | Kitt Peak            | Spacewatch    |
| 177374 - | 2004 BT39              | 21 de gener de 2004    | Socorro              | LINEAR        |
| 177375 - | 2004 BH51              | 21 de gener de 2004    | Socorro              | LINEAR        |
| 177376 - | 2004 BW54              | 22 de gener de 2004    | Socorro              | LINEAR        |
| 177377 - | 2004 BR57              | 23 de gener de 2004    | Socorro              | LINEAR        |
| 177378 - | 2004 BX57              | 23 de gener de 2004    | Anderson Mesa        | LONEOS        |
| 177379 - | 2004 BD58              | 23 de gener de 2004    | Socorro              | LINEAR        |
| 177380 - | 2004 BE60              | 21 de gener de 2004    | Socorro              | LINEAR        |
| 177381 - | 2004 BP60              | 21 de gener de 2004    | Socorro              | LINEAR        |
| 177382 - | 2004 BW62              | 22 de gener de 2004    | Socorro              | LINEAR        |
| 177383 - | 2004 BC63              | 22 de gener de 2004    | Socorro              | LINEAR        |
| 177384 - | 2004 BS70              | 22 de gener de 2004    | Socorro              | LINEAR        |
| 177385 - | 2004 BG72              | 23 de gener de 2004    | Socorro              | LINEAR        |
| 177386 - | 2004 BY73              | 24 de gener de 2004    | Socorro              | LINEAR        |
| 177387 - | 2004 BA74              | 24 de gener de 2004    | Socorro              | LINEAR        |
| 177388 - | 2004 BF80              | 24 de gener de 2004    | Socorro              | LINEAR        |
| 177389 - | 2004 BS82              | 23 de gener de 2004    | Socorro              | LINEAR        |
| 177390 - | 2004 BA83              | 28 de gener de 2004    | Kitt Peak            | Spacewatch    |
| 177391 - | 2004 BX83              | 23 de gener de 2004    | Socorro              | LINEAR        |
| 177392 - | 2004 BD84              | 24 de gener de 2004    | Socorro              | LINEAR        |
| 177393 - | 2004 BH88              | 23 de gener de 2004    | Socorro              | LINEAR        |
| 177394 - | 2004 BV89              | 23 de gener de 2004    | Socorro              | LINEAR        |
| 177395 - | 2004 BU93              | 28 de gener de 2004    | Socorro              | LINEAR        |
| 177396 - | 2004 BY93              | 28 de gener de 2004    | Socorro              | LINEAR        |
| 177397 - | 2004 BA94              | 28 de gener de 2004    | Haleakala            | NEAT          |
| 177398 - | 2004 BE104             | 23 de gener de 2004    | Socorro              | LINEAR        |
| 177399 - | 2004 BR104             | 23 de gener de 2004    | Socorro              | LINEAR        |
| 177400 - | 2004 BB107             | 28 de gener de 2004    | Kitt Peak            | Spacewatch    |